# Cotesia unicolor
Cotesia unicolor är en stekelart som först beskrevs av Curtis 1835.  Cotesia unicolor ingår i släktet Cotesia och familjen bracksteklar. Inga underarter finns listade i Catalogue of Life.